# Risto Laakkonen
Risto Juhani Laakkonen (* 6. Mai 1967 in Kuopio) ist ein ehemaliger finnischer Skispringer. Seine größten Erfolge waren der Gewinn der Vierschanzentournee 1988/89 und von Team-Gold bei den Olympischen Winterspielen 1992 in Albertville.

## Werdegang
Er gab sein Debüt im Skisprung-Weltcup am 11. Januar 1986 in Harrachov und erreichte auf Anhieb den achten Rang. In den folgenden Jahren zählte er zur erweiterten Weltspitze. 1988 und 1989 gewann er jeweils das Weltcupspringen im kanadischen Thunder Bay. Im Winter 1988/89 ging er als Gesamtsieger aus der Vierschanzentournee hervor, ohne ein Einzelspringen gewonnen zu haben; in Oberstdorf wurde er Zweiter, in Garmisch-Partenkirchen Dritter, in Innsbruck Siebter, und in Bischofshofen nur Zehnter. Im Gesamtweltcup wurde Laakkonen in dieser Saison Siebter; es sollte seine beste Platzierung bleiben.
Weitere Erfolge konnte er mit der finnischen Mannschaft feiern. Bei der Nordischen Skiweltmeisterschaft 1989 in Lahti wurde er mit dem Team Weltmeister, 1991 in Val di Fiemme dann Vizeweltmeister. Bei den Olympischen Winterspielen 1992 gewann er mit der Mannschaft, zu der auch Ari-Pekka Nikkola, Mika Laitinen, und Toni Nieminen gehörten, die Goldmedaille. Mit dem Saisonende beendete er seine Karriere.

## Erfolge

### Weltcupsiege im Einzel
| Nr. | Datum            | Ort         | Typ           |
| --- | ---------------- | ----------- | ------------- |
| 1.  | 4. Dezember 1988 | Thunder Bay | Großschanze   |
| 1.  | 4. Dezember 1989 | Thunder Bay | Normalschanze |

### Weltcup-Platzierungen
| Saison  | Platz | Punkte |
| ------- | ----- | ------ |
| 1985/86 | 50.   | 008    |
| 1986/87 | 18.   | 038    |
| 1987/88 | 47.   | 013    |
| 1988/89 | 07.   | 132    |
| 1989/90 | 11.   | 117    |
| 1990/91 | 19.   | 052    |
| 1991/92 | 27.   | 026    |